# Thorey-sous-Charny
Thorey-sous-Charny település Franciaországban, Côte-d’Or megyében. Lakosainak száma 193 fő (2022. január 1.). Thorey-sous-Charny Saint-Thibault, Beurizot, Blancey, Charny, Gissey-le-Vieil, Mont-Saint-Jean, Noidan és Normier községekkel határos.

## Népesség
A település népessége az elmúlt években az alábbi módon változott:
| Lakosok száma | 211  | 187  | 191  | 180  | 169  | 163  | 179  | 188  | 191  | 193  |
|               | 1968 | 1982 | 1990 | 2006 | 2013 | 2015 | 2017 | 2019 | 2020 | 2022 |